# Tvorilo
Tvorilo (en serbe cyrillique : Творило) est un village du centre du Monténégro, dans la municipalité de Danilovgrad.

## Démographie

### Évolution historique de la population
| 1948 | 1953 | 1961 | 1971 | 1981 | 1991 | 2003 |
| ---- | ---- | ---- | ---- | ---- | ---- | ---- |
| 138  | 136  | 127  | 53   | 31   | 16   | 33   |